# Туряниця Іван Іванович
Іва́н Іва́нович Туряни́ця (25 травня 1901, Ряпідь — 27 березня 1955, Ужгород) — український радянський комуністичний діяч Закарпаття. Депутат Верховної Ради УРСР 2-4-го скликань. Депутат Верховної Ради СРСР 2-4-го скликань. Член ЦК КП(б)У в січні 1949 — березні 1955 р.

## Біографія
Народився 25 травня 1901 року в селі Ряпіді в Австро-Угорщині (нині Хустського району Закарпатської області) у родині робітника-залізничника. Вчився у народній школі до шостого класу. Потім працював будівельником, був наймитом та сезонним робітником.
У період Угорської Радянської Республіки в 1919 році у складі Закарпатської Червоної Гвардії брав участь у боях з польськими військами. Був заарештований, перебував у концентраційному таборі у Пряшові (Чехословацька республіка). У грудні того ж року був звільнений. У жовтні 1924 року призваний до збройних сил Чехословаччини.
У травні 1925 року вступив у Комуністичну партію Чехословаччини. У 1927–1928 роках — голова Мукачівської профспілки будівельників, з жовтня 1928 по серпень 1929 року — секретар Мукачівського окружного та міського комітету КП Чехословаччини. З лютого по вересень 1930 року — секретар Ужгородського окружного комітету КП Чехословаччини.
У 1930–1933 роках навчався в СРСР, закінчив Харківський комуністичний інститут журналістики й повернувся на Закарпаття. У липні 1933 — березні 1939 року працював секретарем Закарпатської профради Червоних профспілок. У березні 1939 року емігрував в СРСР. У 1939–1940 роках був членом Міжнародної організації допомоги борцям революції (МОДР), яка займалася підтримкою робочих рухів за кордоном, фактично провокуючи їх антиурядову діяльність. У 1940–1941 роках — планівник-економіст паровозобудівного заводу імені Жовтневої Революції у Ворошиловграді.
З початком німецько-радянської війни в серпні 1941 року переведений у розпорядження Наркомату оборони СРСР. Його передбачалося використовувати в майбутньому для роботи в Закарпатті. У червні 1943 — жовтні 1944 року був військовим комісаром 3-ї бригади Чехословацького корпусу.
У 1944–1946 роках — голова Народної Ради Закарпатської України. З лютого 1946 року по 27 січня 1948 року — перший секретар Закарпатського обласного комітету КП(б)У і голова виконавчого комітету Закарпатської обласної ради депутатів трудящих. З січня 1948 року по серпень 1951 року та із вересня 1952 року по березень 1955 — голова виконавчого комітету Закарпатської обласної ради депутатів трудящих.
У 1947–1955 — член Президії Верховної Ради УРСР. Був нагороджений орденами Леніна, Вітчизняної війни 1-го ступеня, медалями.

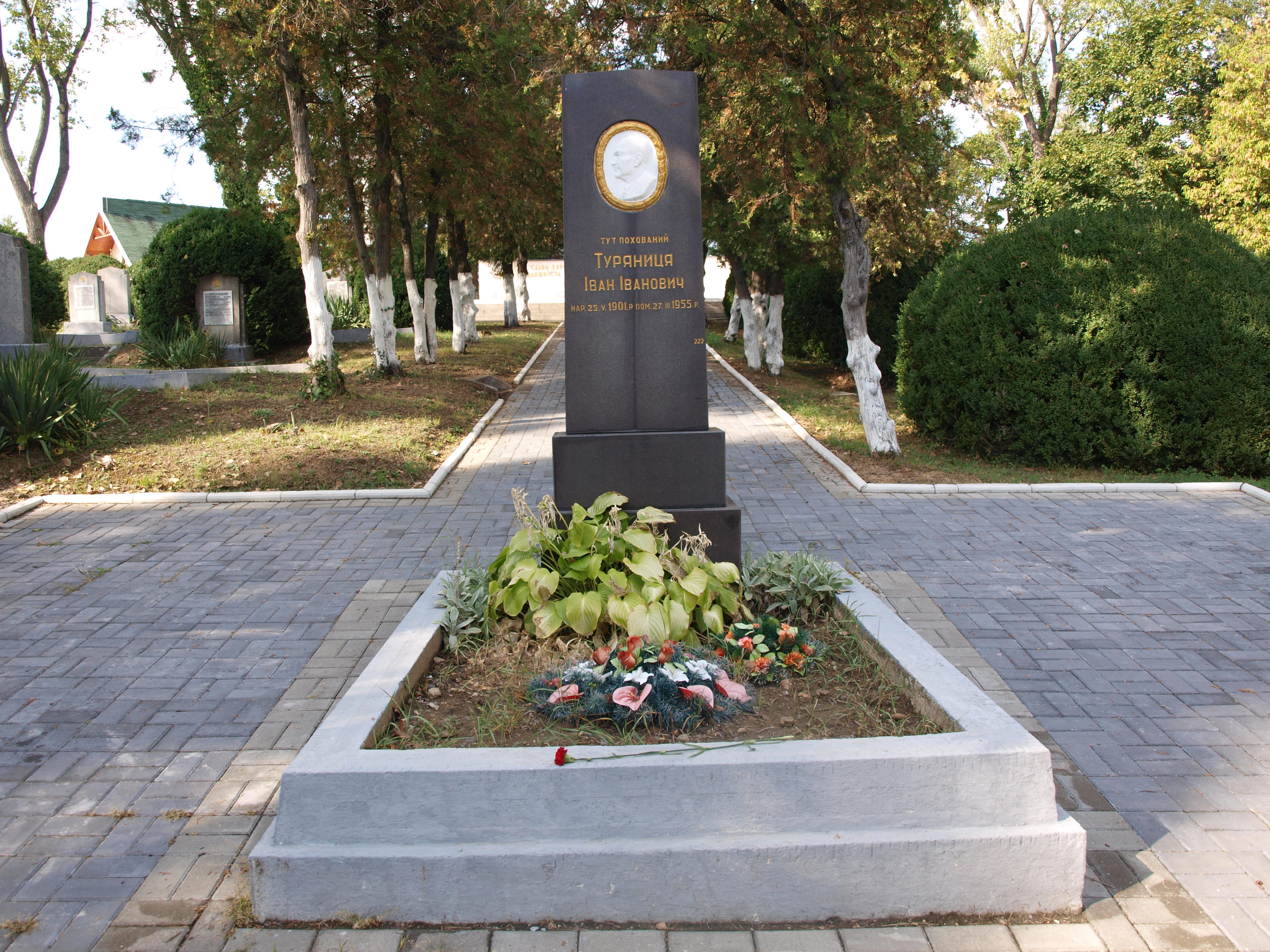
Могила Івана Туряниці в Ужгороді

Помер 27 березня 1955 року в Ужгороді. Похований на Пагорбі Слави в Ужгороді.